# Amparo Muñoz
Amparo Muñoz, nata Amparo Muñoz Quesada (Vélez-Málaga, 22 giugno 1954 – Malaga, 27 febbraio 2011), è stata un'attrice e modella spagnola.

## Biografia
Amparo Muñoz, figlia di un fabbro e di una casalinga, era la maggiore di sei fratelli. All'età di 18 anni venne assunta in un'agenzia di pubblicità come segretaria. Nel 1973, incoraggiata dagli amici e dalle colleghe di lavoro, si presentò a un concorso di bellezza che si teneva a Vélez-Málaga e fu incoronata Miss Costa del Sol. Il mese dopo fu eletta Miss Spagna 1973. Sempre nello stesso anno, fece un cameo nel film Vida conyugal sana. Nel 1974 partecipò a Miss Europa, arrivando seconda; successivamente venne eletta Miss Universo a Manila. Rinunciò al titolo alcuni mesi più tardi, votandosi completamente al cinema.
Ebbe una vita travagliata, segnata da tre matrimoni e altrettanti divorzi, due aborti e problemi con alcool e droga. Girò circa 40 film. Nell'aprile del 1987 fu arrestata a Barcellona mentre comprava una dose di eroina. Nel 1990, in un articolo di un famoso periodico, fu data morente di AIDS in un letto di ospedale. Questo, nonostante le successive smentite dell'attrice su riviste e in apparizioni televisive, causò comunque un danno alla sua carriera, e l'attrice si ritirò dal mondo dello spettacolo per alcuni anni. Dopo essere riapparsa sulle scene e aver girato qualche film ricevendo ottime critiche, come nel caso della sua interpretazione nel film Familia (1997), ha pubblicato la sua autobiografia dal titolo La vida es el precio. Nel 2003 le fu diagnosticato un tumore cerebrale, dal quale riuscì a guarire. 
Amparo Munoz morì nel 2011 all'età di 56 anni dopo una lunga malattia.

## Filmografia
- Vida conyugal sana, regia di Roberto Bodegas (1974)
- Tocata y fuga de Lolita, regia di Antonio Drove (1974)
- Sensualidad, regia di Germán Lorente (1975)
- Clara es el precio, regia di Vicente Aranda (1975)
- La otra alcoba, regia di Eloy de la Iglesia (1976)
- L'anello matrimoniale, regia di Mauro Ivaldi (1978)
- Mamà compie 100 anni (Mamá cumple 100 años), regia di Carlos Saura (1979)
- Dedicatoria, regia di Jaime Chávarri (1980)
- Parliamo questa notte (Hablamos esta noche), regia di Pilar Miró (1981)
- La mujer del ministro, regia di Eloy de la Iglesia (1981)
- La reina del mate, regia di Fermín Cabal (1984)
- El balcón abierto, regia di Jaime Camino (1984)
- Lulù di notte, regia di Emilio Martínez Lázaro (1985)
- En penumbra, regia di José Luis Lozano (1985)
- Los invitados, regia di Víctor Barrera (1986)
- Delirio 1, episodio del film Delirio d'amore (Delirios de amor), regia di Antonio González-Vigil (1986)
- L'agguato (Al acecho), regia di Gerardo Herrero (1988)
- La intrusa, regia di Jaime Chávarri (1990)
- Licántropo: El asesino de la luna llena, regia di Francisco Rodríguez Gordillo (1996)
- Fotos, regia di Elio Quiroga (1996)
- Familia, regia di Fernando León de Aranoa (1997)
- Un paraíso bajo las estrellas, regia di Gerardo Chijona (2000)